# 倒三角算符
倒三角算符，又称向量微分算子、Nabla算子（Nabla）、Del算子（del operator），符号为∇，是一个向量微分算子，但本身並非一個向量。
其形式化定义为：
{\displaystyle \nabla ={\mathrm {d}  \over \mathrm {d} r}}
在{\displaystyle n}维空间中，分母{\displaystyle \mathrm {d} r}为含{\displaystyle n}个分量的向量，因而{\displaystyle \nabla }本身就是个{\displaystyle n}维向量算子。
三维情况下，{\displaystyle \nabla ={\frac {\partial }{\partial x}}\mathbf {i} +{\frac {\partial }{\partial y}}\mathbf {j} +{\frac {\partial }{\partial z}}\mathbf {k} } 或 {\displaystyle \nabla =\left({\frac {\partial }{\partial x}},{\frac {\partial }{\partial y}},{\frac {\partial }{\partial z}}\right)}
二维情况下，{\displaystyle \nabla ={\frac {\partial }{\partial x}}\mathbf {i} +{\frac {\partial }{\partial y}}\mathbf {j} } 或 {\displaystyle \nabla =\left({\frac {\partial }{\partial x}},{\frac {\partial }{\partial y}}\right)}
{\displaystyle \nabla }作用于不同类型的量，得到的就是不同类型的新量：
{\displaystyle \nabla }直接作用于函数{\displaystyle F(r)}（不论{\displaystyle F}是标量还是向量），意味着求{\displaystyle F(r)}的梯度，表示为：{\displaystyle \nabla F(r)}（标量函数的梯度为向量，向量的梯度为二阶张量）；
{\displaystyle \nabla }与非标量函数{\displaystyle F(r)}由內积符号 {\displaystyle \cdot } 连接，意味着求{\displaystyle F(r)}的散度，表示为：{\displaystyle \nabla \cdot F(r)}；
{\displaystyle \nabla }与非标量（三维）函数{\displaystyle F(r)}由外积符号{\displaystyle \times }连接，意味着求{\displaystyle F(r)}的旋度，表示为：{\displaystyle \nabla \times F(r)}。

## 名稱
Nabla算子的名字来自希腊语中一种被称为纳布拉琴的竖琴。相关的词汇也存在于亚拉姆语和希伯来语中。
该符号的另一常见的名称是atled，因为它是希腊字母Δ倒过来的形状。除了atled外，它还有一个名称是del。
Del算子在标准HTML中写为&nabla，而在LaTeX中为\nabla。在Unicode中，它是十进制数8711，也即十六进制数0x2207。
Del算子在数学中用于指代梯度算符，並可組成散度、旋度和拉普拉斯算子。它也用于指代微分几何中的联络（可以视为更广意义上的梯度算子）。它由哈密尔顿引入。